# Allgemeine botanische Zeitschrift
Allgemeine botanische Zeitschrift (pełny tytuł: Allgemeine botanische Zeitschrift für Systematik, Floristik, Pflanzengeographie) – niemieckie czasopismo botaniczne wydawane w latach 1895–1919. Ukazywało się regularnie co roku i tylko ostatnie wydanie oznaczone jest jako numer podwójny (24/25) z lat 1918/1919. Czasopismo od początku do końca wydawane było przez Andreasa Kneuckera i stanowiło organ towarzystw botanicznych z Brandenburgii, Śląska, Berlina i Regensburga.
W czasopiśmie publikowane były oryginalne prace botaniczne, w tym często notatki florystyczne, zestawienia i omówienia bieżących publikacji botanicznych w tym szeregu innych czasopism botanicznych wydawanych równocześnie, sprawozdania z działalności towarzystw naukowych i raporty z wypraw botanicznych.